# Ian Falconer
Ian Woodward Falconer (Ridgefield, 25 agosto 1959 – Norwalk, 7 marzo 2023) è stato uno scrittore, illustratore e designer statunitense.
Accanto all'attività di autore e illustratore di libri per bambini, portò avanti anche quella di designer di scenografie e costumi per il teatro. Nel corso della sua carriera creò 30 copertine per The New Yorker e altre pubblicazioni.
Falconer divenne noto in particolare per la serie di libri per bambini Olivia, che racconta le avventure di una maialina antropomorfa, una serie inizialmente concepita come regalo di Natale per la sua giovane nipote.

## Biografia
Ian Woodward Falconer nacque il 25 agosto 1959 a Ridgefield, nel Connecticut. Si diplomò alla Cambridge School di Weston, Massachusetts, e studiò storia dell'arte alla New York University prima di trasferirsi alla Parsons School of Design e all'Otis Art Institute. Falconer era omosessuale, e secondo il designer e regista Tom Ford, i suoi partner includevano l'artista David Hockney, e lo stesso Ford. Ford ha detto nelle interviste di allora che lui e Falconer erano rimasti buoni amici. Decenni dopo la loro rottura, Ford usò il cognome di Falconer per il personaggio protagonista di A Single Man, il suo film del 2009 (basato sul romanzo di Christopher Isherwood, in cui il personaggio non ha cognome).
Falconer viveva a Rowayton, nel Connecticut, un villaggio all'interno della città di Norwalk. Morì per insufficienza renale il 7 marzo 2023, all'età di 63 anni.

## Opere in italiano

### Autore
- Olivia, Stoppani, 2002. ISBN 9788886124270
- Olivia salva il circo, Stoppani, 2003. ISBN 9788886124386
- Olivia e la banda, Stoppani, 2007. ISBN 9788886124485
- Olivia e il Natale, Stoppani, 2008. ISBN 9788886124614
- Olivia a Venezia, Stoppani, 2010. ISBN 9788886124720
- Oliviamo!, Rizzoli, 2011. ISBN 9788817047999
- Olivia fa surf, Rizzoli, 2011. ISBN 9788817047982
- La piccola grande Olivia, Rizzoli, 2011. ISBN 9788817049450
- Olivia e le principesse, Nord-Sud, 2013. ISBN 9788865262924
- Olivia la spia, Nord-Sud, 2017. ISBN 9788865267561

### Illustratore
- David Sedaris, Bestiole e bestiacce, Mondadori, 2011. ISBN 9788804610267